# Chotoviny
Chotoviny är en ort i Tjeckien.   Den ligger i regionen Södra Böhmen, i den centrala delen av landet, 70 km söder om huvudstaden Prag. Chotoviny ligger 553 meter över havet och antalet invånare är 1 578.
Terrängen runt Chotoviny är huvudsakligen platt, men västerut är den kuperad. Runt Chotoviny är det ganska tätbefolkat, med 62 invånare per kvadratkilometer. Närmaste större samhälle är Tábor, 7,2 km söder om Chotoviny. Omgivningarna runt Chotoviny är en mosaik av jordbruksmark och naturlig växtlighet.